# Csépai Dezső
Csépai Dezső (Budapest, 1953. október 27. – Budapest, 2007. március 5.) válogatott kenus, sebészorvos. Testvére: Csépai Ferenc, teniszező.

## Élete
1967-től sportolt az Újpesti Dózsa színeiben versenyszerűen. 1970-ben országos bajnok lett a 4x500m-es csapatversenyben. 1979-től 1984-ig válogatott volt.
Legnagyobb sikere az 1982-es belgrádi kajak-kenu világbajnokságon elért ezüstérme az egyes 1000 méteres számban.
1984-től dolgozott az Országos Sportegészségügyi Intézet Sportsebészeti Osztályán. 1984 és 1995 között ő volt a magyar kajak-kenu válogatott sportorvosa. 2006-ban a magyar labdarúgó-válogatott csapatorvosi feladatait is ellátta.
Elsősorban a vállízület vizsgálatai álltak kutatásai középpontjában.

## Szakmai elismerései
- 1993 – Európai Térdsebészeti Sporttraumatológiai és Artroszkópos Társaság
- 1996 – Európai Váll- és Könyöksebészeti Társaság
- 2001 – Sportorvosi Szakmai Kollégium